# Woofer

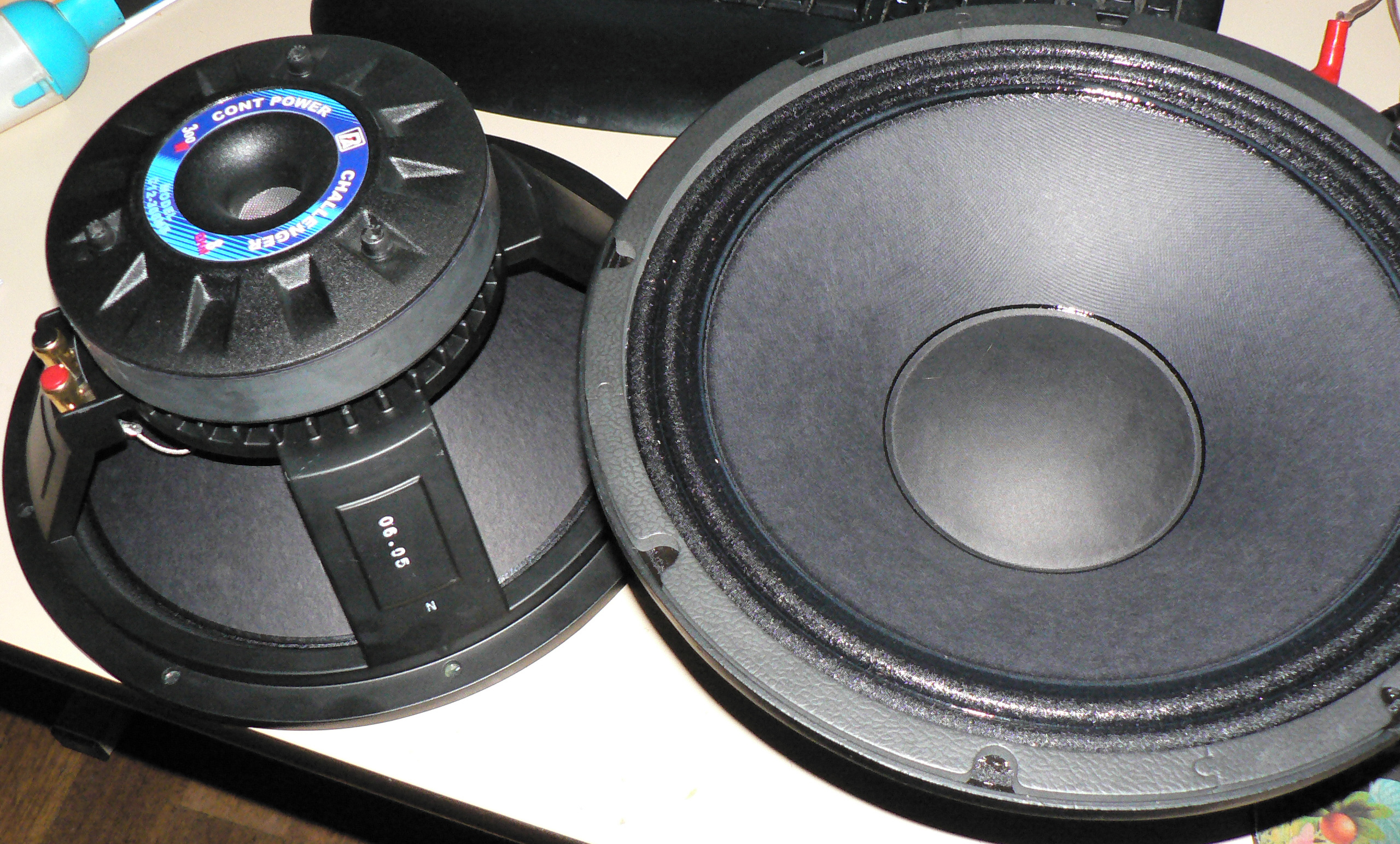
Dos woofers P-Audio. Cal notar el marc estructural, la membrana de suspensió i el con de paper reforçat.

Un altaveu de greus o de baix és un terme tècnic per a un controlador d'altaveus dissenyat per produir sons de baixa freqüència, normalment de 20 Hz a 80 Hz. El nom prové de la paraula onomatopeica anglesa per a l'escorça profunda d'un gos, "woof" (a diferència d'un tweeter, el nom utilitzat per als altaveus dissenyats per reproduir sons d'alta freqüència, derivats dels crits aguts dels ocells "tweet"). El disseny més comú per a un woofer és el controlador electrodinàmic, que normalment utilitza un con de paper rígid, impulsat per una bobina de veu envoltada per un camp magnètic.
La bobina de veu s'uneix mitjançant adhesius a la part posterior del con de l'altaveu. La bobina de veu i l'imant formen un motor elèctric lineal. Quan el corrent flueix a través de la bobina de veu, la bobina es mou en relació al bastidor segons la regla de la mà esquerra de Fleming per als motors, fent que la bobina empeny o estire el con del conductor d'una manera semblant a un pistó. El moviment resultant del con crea ones sonores, a mesura que es mou cap a dins i cap a fora.

Secció transversal d'un altaveu estàndard, no a escala

A nivells de pressió acústica normals (SPL), la majoria dels humans poden escoltar fins a uns 20 Hz. Els woofers s'utilitzen generalment per cobrir les octaves més baixes del rang de freqüències d'un altaveu. En els sistemes d'altaveus de dues vies, els controladors que manegen les freqüències més baixes també estan obligats a cobrir una part substancial de la gamma mitjana, sovint fins a 800 a 1000 Hz; aquests controladors s'anomenen comunament woofers mitjans. Des de la dècada de 1990, un tipus de woofer dissenyat només per a freqüències molt baixes, el subwoofer, s'ha utilitzat habitualment en sistemes de cinema a casa i sistemes de megafonia per augmentar la resposta dels baixos; Els subwoofers solen manejar les dues o tres octaves més baixes (és a dir, des de 20 fins a 80 o 120 Hz).

## Disseny de woofer
Un bon disseny de woofer requereix convertir eficaçment un senyal d'amplificador de baixa freqüència en moviment d'aire mecànic amb alta fidelitat i eficiència acceptable, i es veu ajudat i complicat per la necessitat d'utilitzar un recinte d'altaveus per acoblar el moviment del con a l'aire. Si es fa bé, molts dels altres problemes del disseny del woofer (per exemple, els requisits d'excursió lineal) es redueixen.
En la majoria dels casos, el woofer i la seva carcassa s'han de dissenyar per funcionar junts. Normalment, el recinte està dissenyat per adaptar-se a les característiques de l'altaveu o altaveus utilitzats. La mida del recinte és una funció de les longituds d'ona més llargues (freqüències més baixes) que es reprodueixen, i el recinte del woofer és molt més gran del que cal per a les freqüències mitjanes i altes.

## Encreuament i equalització de filtratge digital
Les tècniques informàtiques, en particular el processament de senyal digital (DSP), fan possible un encreuament de major precisió. Mitjançant l'ús de resposta a impulsos finits (FIR) i altres tècniques digitals, els encreuaments per a un sistema biamplificat o triamplificat es poden aconseguir amb una precisió que no és possible amb filtres analògics, ja siguin passius o actius. A més, moltes peculiaritats del controlador (fins a les variacions individuals incloses) es poden solucionar alhora, com en els dissenys recents de Klein i Hummel. Aquest enfocament és complex i, per tant, no és probable que s'utilitzi en equips de baix cost.

## Materials del con
Tots els materials de con tenen avantatges i desavantatges. Les tres propietats principals que busquen els dissenyadors en els cons són el pes lleuger, la rigidesa i la manca de coloració (a causa de l'absència d'anellament). Els materials exòtics com el kevlar i el magnesi són lleugers i rígids, però poden tenir problemes de timbre, depenent de la seva fabricació i disseny. Materials com el paper (inclosos els cons de paper recobert) i diversos polímers generalment sonen menys que els diafragmes metàl·lics, però poden ser més pesats i no tan rígids. Hi ha hagut woofers bons i dolents fets amb tot tipus de material de con. Gairebé tot tipus de material s'ha utilitzat per als cons, des de fibra de vidre, fibra de bambú fins a entrepans de bresca d'alumini expandit i cons de plàstic carregats de mica.

## Disseny del marc
El marc, o cistella, és l'estructura que manté el con, la bobina de veu i l'imant en l'alineació adequada. Atès que la bretxa de la bobina de veu és força estreta (els espais lliures solen estar en mil·lèsimes de polzada), la rigidesa és important per evitar el fregament de la bobina de veu contra l'estructura de l'imant de la bretxa i també evitar moviments estranys. Hi ha dos tipus principals de marc metàl·lic, estampat i fos. Les cistelles estampades (normalment d'acer) són un enfocament de menor cost. L'inconvenient d'aquest tipus de marc és que la cistella pot flexionar-se si l'altaveu s'acciona a volums elevats, existint resistència a la flexió només en determinades direccions. Les cistelles de fosa són més cares, però solen ser més rígides en totes direccions, tenen una millor amortiment (reduint la seva pròpia ressonància), poden tenir formes més complicades i, per tant, solen ser preferides per als conductors de més qualitat.